# Raión de Zajarivka

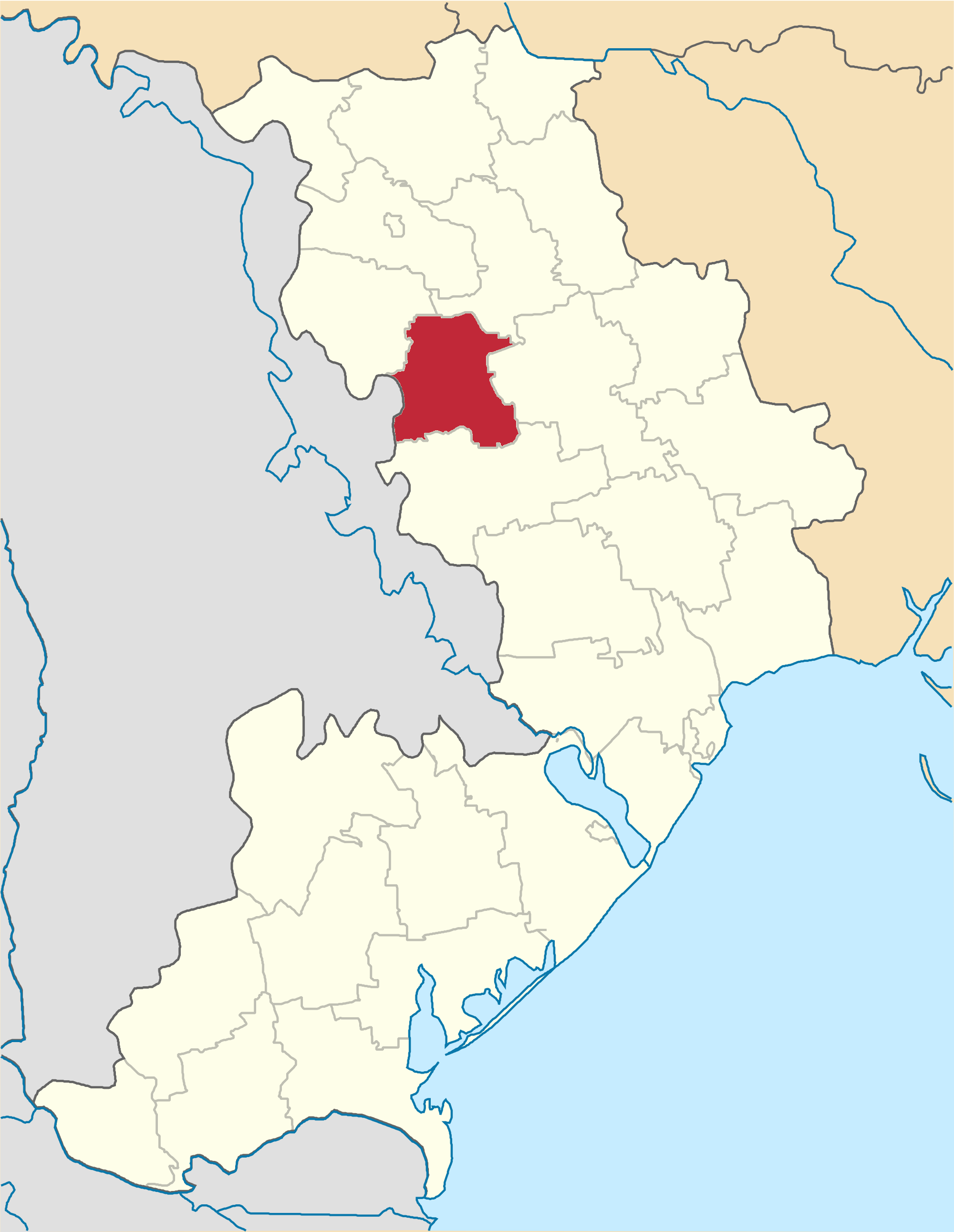
Localización del Raión de Zajarivka en el óblast de Odesa

El Raión de Zajarivka (ucraniano: Захарівський район) es un distrito del óblast de Odesa en el sur de Ucrania. Su centro administrativo es la ciudad de Zajarivka.
Tiene una superficie total de 956 km² y, según el censo de 2001, tiene una población de aproximadamente 21.000 habitantes.

## Localidades
- Andrusova

- Balashove

- Birnosove